# Wiwaxia
Wiwaxia é um gênero de animais descobertos no Folhelho Burgess no depósito sedimentar de Lagerstätte datando do começo da Cambriano Médio. Este organismos são conhecidos por seus escleritos dispersos, espécies articuladas, de 3,4 milímetros até 5 centímetros. Sua afinidade taxonômica precisa é um problema em debate para a maioria dos paleontólogos.

## Galeria

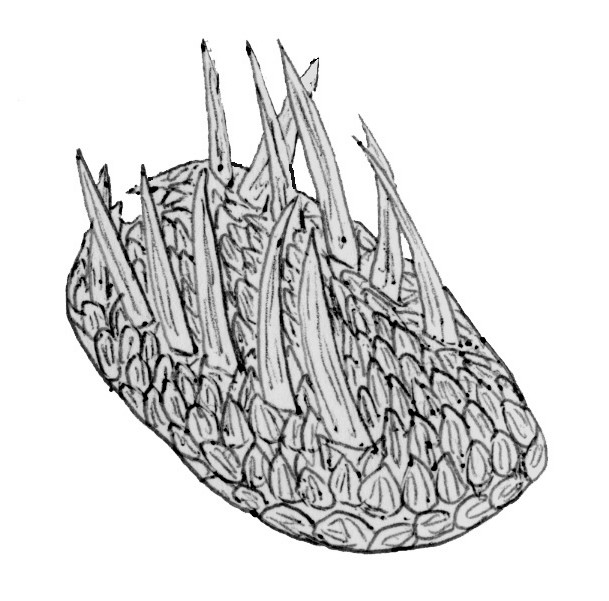
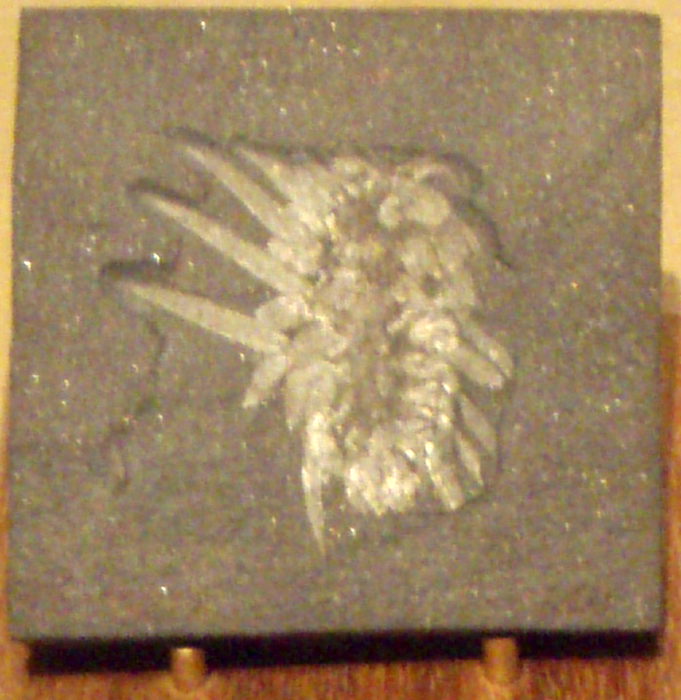
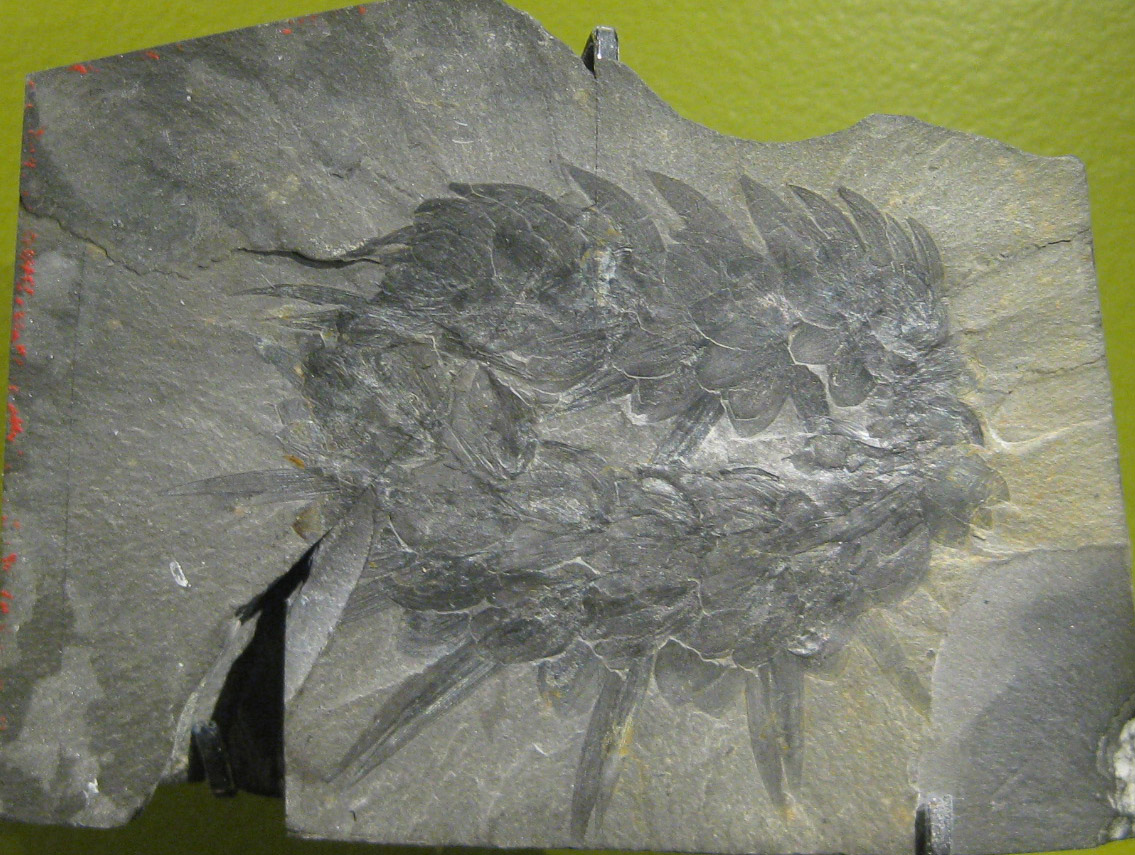

1. ↑  «Wiwaxia». www.prehistoric-wildlife.com. Consultado em 21 de setembro de 2021
2. ↑  Sun, Hai-Jing; Zhao, Yuan-Long; Peng, Jin; Yang, Yu-Ning (março de 2014). «New Wiwaxia material from the Tsinghsutung Formation (Cambrian Series 2) of Eastern Guizhou, China». Geological Magazine (em inglês) (2): 339–348. ISSN 0016-7568. doi:10.1017/S0016756813000216. Consultado em 21 de setembro de 2021